# Senni Salminen
Senni Marjaana Salminen (* 29. Januar 1996 in Helsinki) ist eine finnische Leichtathletin, die im Weit- und Dreisprung an den Start geht.

## Sportliche Laufbahn
Erste internationale Erfahrungen sammelte Senni Salminen im Jahr 2015, als sie bei den Junioreneuropameisterschaften in Eskilstuna mit einer Weite von 12,98 m im Dreisprung den fünften Platz belegte. 2017 erreichte sie bei den U23-Europameisterschaften in Bydgoszcz mit 13,01 m Rang elf. 2021 belegte sie bei den Halleneuropameisterschaften in Toruń mit 14,14 m den siebten Platz. Zum Saisonauftakt verbesserte sie bei den Paavo Nurmi Games den finnischen Landesrekord von Kristiina Mäkelä auf 14,51 m und steigerte sich später in Cluj-Napoca auf 14,63 m und qualifizierte sich damit für die Olympischen Spiele in Tokio, bei denen sie mit 14,20 m den Finaleinzug verpasste. 
2022 schied sie bei den Weltmeisterschaften in Eugene mit 14,21 m in der Qualifikationsrunde aus und anschließend belegte sie bei den Europameisterschaften in München mit 14,13 m den siebten Platz. Im Jahr darauf verpasste sie bei den Weltmeisterschaften in Budapest mit 13,50 m den Finaleinzug und 2024 schied sie bei den Europameisterschaften in Rom mit 13,54 m in der Vorrunde aus. Bei den Halleneuropameisterschaften 2025 in Apeldoorn gewann sie mit 13,99 m die Bronzemedaille hinter der Spanierin Ana Peleteiro-Compaoré und Diana Ion aus Rumänien.
2020 wurde Salminen finnische Meisterin im Weitsprung im Freien sowie 2021 in der Halle. Zudem wurde 2023 Landesmeisterin im Dreisprung im Freien sowie von 2020 bis 2022 und 2025 in der Halle.

## Persönliche Bestleistungen
- Weitsprung: 6,56 m (+1,5 m/s), 14. August 2020 in Turku
- Dreisprung: 14,63 m (+1,0 m/s), 19. Juni 2021 in Cluj-Napoca

## Privates
Seit 2017 ist Salminen mit ihrer Lebensgefährtin zusammen.